# 八達嶺長城駅
座標: 北緯40度21分28秒 東経116度0分17秒 / 北緯40.35778度 東経116.00472度
八達嶺長城駅（はったつれいちょうじょう-えき）は中華人民共和国北京市延慶区に位置する中国国鉄の駅である。京張都市間鉄道では唯一の地下駅である。地上から地下のプラットフォームまで、かなりの高低差があるため、移動にはエスカレーターを乗り継いで10分以上の時間がかかる。

## 利用可能な鉄道路線
中国国鉄
京張都市間鉄道

## 駅構造

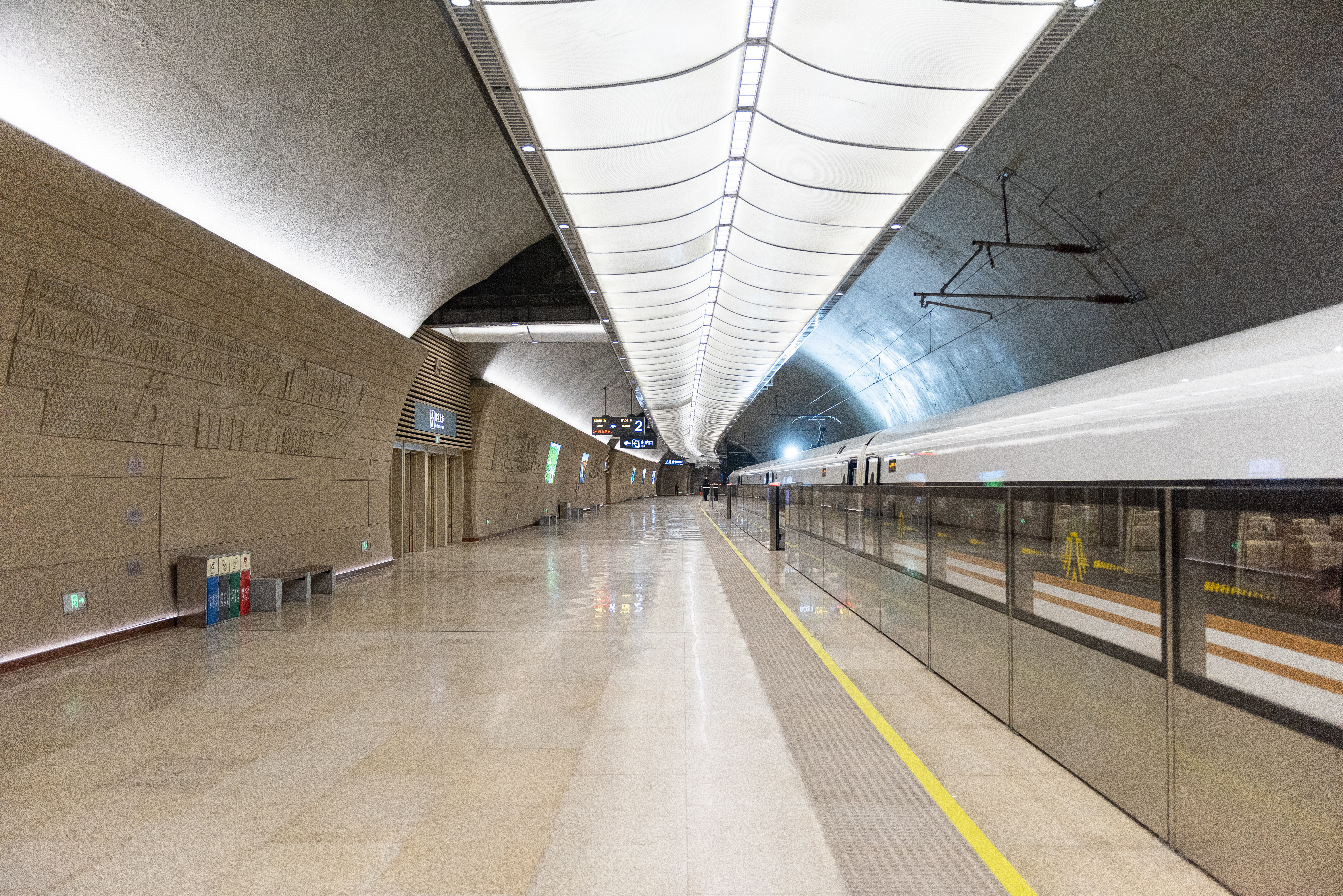
2番線

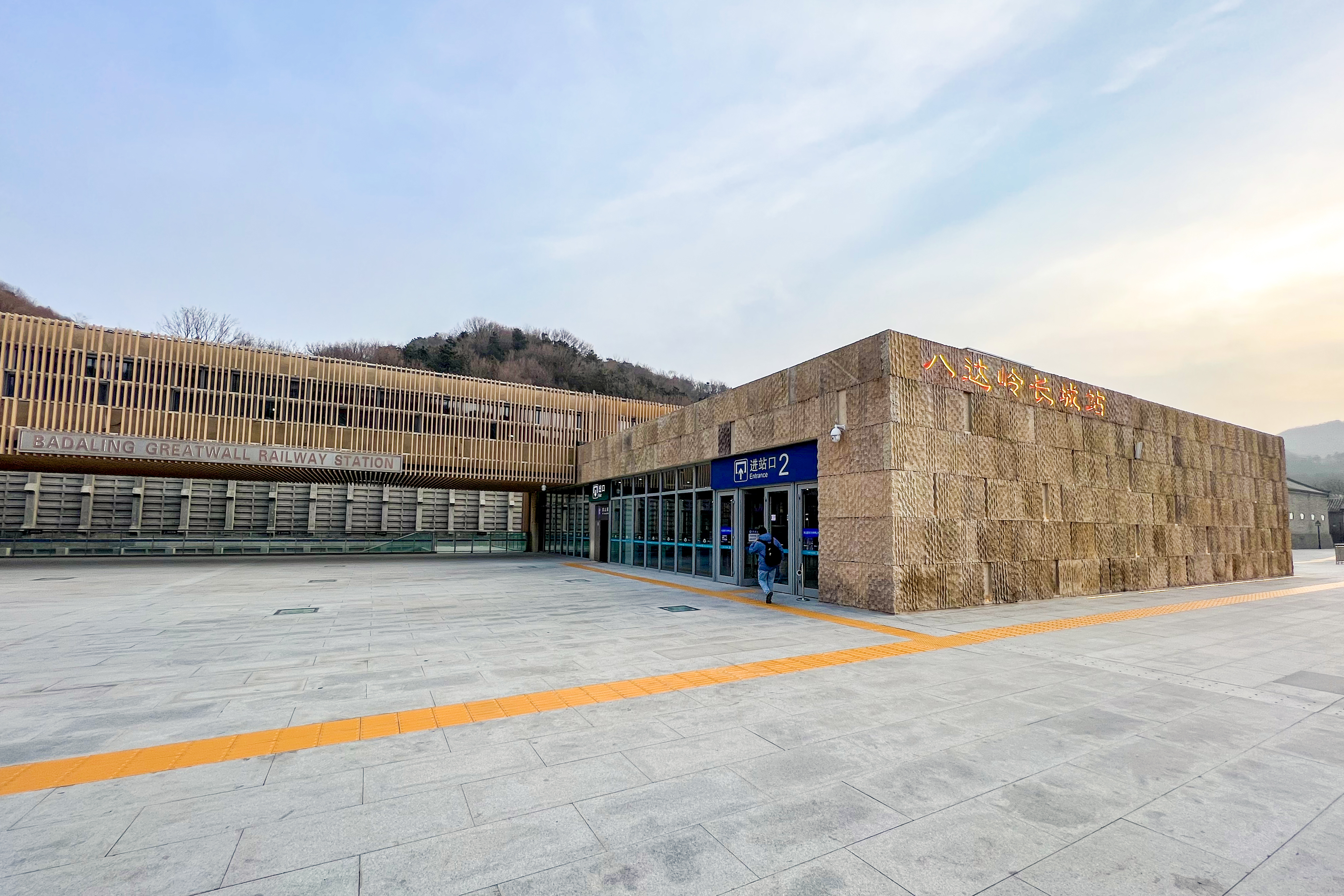
駅舎

- 相対式ホーム2面2線の地下駅である。

## 駅周辺
- 八達嶺長城登城口

## 歴史
- 2019年12月30日 - 開業。

## 隣の駅
中国国鉄
京張都市間鉄道
昌平駅 - 八達嶺長城駅 - 東花園北駅